# Antonio Maria Abbatini
Antonio Maria Abbatini (Città di Castello, 1595 - Città di Castello, 1679) fou un compositor, teòric musical i mestre de capella italià.

## Biografia
En la seva primera etapa va ser alliçonat pel seu oncle Lorenzo, i més tard, per Giovanni Maria Nanino i per Giovanni Bernardino Nanino. A l'edat de trenta anys es va traslladar a Roma, on va ser mestre de capella de la basílica de Sant Joan del Laterà entre 1626 i 1628, i a l'any següent tornà a la catedral de la seva ciutat natal, on va tenir lloc el seu matrimoni amb Dorotea Giustini el 30 d'octubre de 1631. El 1633 es va traslladar Orvieto, on va dirigir la capella musical del Duomo i va escriure Accademia degli Assorditi. A l'any següent va tornar a Roma, per tornar més tard a Città di Castello, on va reprendre el seu treball a la catedral el 3 de gener de 1639.
Un any més tard ja havia marxat de nou cap a Roma, on romandria ja la major part de la seva vida. En aquesta etapa va exercir, sense gaires interrupcions, de mestre de capella a la basílica de Santa Maria Major on va tenir entre els seus alumnes l'alemany Johann Philipp Krieger, restant en aquest càrrec fins al 13 de juny de 1677, i va rebre el títol de "guardiano dei maestri" per l'Acadèmia Nacional de Santa Cecilia el 1663, 1666, i 1669. En aquesta avançada etapa de la seva vida decideix tornar a la seva ciutat natal fins a la seva mort el 1679.

## Obra
Abbatini ha compost nombroses òperes, música sacra i coral, i és considerat com un dels principals precursors de l'estil alt barroc. Malgrat que també va fer atenció a la polifonia sacra que predominava en aquell període, es va dedicar principalment a l'homofonia, la qual era considerada per Abbatini com la més pròxima a l'òpera que estava per ressorgir i amb un nivell major de dramatisme. Aquestes idees van fer efecte en el compositor italià, que pensava que l'òpera naixent hauria d'incorporar més característiques teatrals dramàtiques per involucrar en major mesura els espectadors. A les seves obres es deixa observar el concertat del final d'acte i el recitatiu sec.
És autor de diverses òperes sacres, entre les quals destaquen 6 llibrets de Cançons sacres, una Missa a 16 veus, i una Antífona per a 12 baixos i una altra per a 12 tenors. Junt amb Marco Marazzoli va escriure diverses obres, entre elles Dal male il bene sobre el llibret de Giulio Rospigliosi, futur papa Climent IX, que és considerada com una de les primeres òperes còmiques italianes.

### Escrits
- Discorsi o Lezioni Accademiche, manuscrit conservat al conservatori de Bolonya

### Música sacra
- Missa sexdecim vocibus concinenda, Roma 1627
- Salmi a quattro, otto, dodici e sedici voci, libri V, Roma 1630-1635
- Mottetti a due e cinque voci con Basso continuo, libri V, Roma 1635-1638
- Messe a quattro, otto, dodici e sedici voci, libri III, Roma 1638-1650
- Il sesto libro di Sacre Canzoni a due, tre, quattro e cinque voci, op. 10, Roma 1653
- Antifone
- Salmi
- Mottetti

### Òperes
- Dal Male il Bene, commedia per musica en tres actes composta juntament amb Marco Marazzoli (autor del segon acte) sobre un llibret de Giulio e Giacomo Rospigliosi, de Pedro Calderón de la Barca, per les noces de Maffeo Barberini, príncep de Palestrina, amb Olimpia Giustiniani. (Roma, Palazzo Rospigliosi, 1653)
- Ione, òpera en tres actes su llibret d'Antonio Draghi (probablement Vienna, Hoftheater, 1666)
- La Comica del Cielo ovvero La Baltasara, commedia per musica en tres actes, llibret de Giulio Rospigliosi (Roma, Palazzo Rospigliosi, 6 de gener de 1668)
- Il pianto di Rodomonte, cantata drammatica, Orvieto 1633)